# Шолтес, Ричард

Ричард А. Шолтес (англ. Richard A. Scholtes; род. 18 марта 1934) — генерал-майор Сухопутных войск США (с 1981 г.) в отставке. Первый начальник Управления специальных операций МО США.

## Образование
- Военное училище СВ США Вест-Пойнт (1957)
- Воздушно-десантная школа (1957)
- Школа Рейнджеров (1958)
- Военная академия СВ США Форт-Макнейр (1973).

## Действительная служба в ВС США
В 1949 году добровольцем поступил на военную службу в Национальную гвардию штата Иллинойс. В 1951 году мобилизован в СВ США в связи с войной в Корее. Курсант учебного центра СВ США (в/ч «Кэмп-Кук», штат Калифорния).

### Курсант военного училища
В 1953—1957 годы — курсант военного училища СВ США Вест-Пойнт

### Служба в строевых должностях СВ США
- 1957 год — офицер 82-й ВДД, офицер 2-й боевой группы (БГ) 10-й дивизии СВ в Панаме
- 1964 год — военный советник (советник командира 7-го парашютно-десантного батальона ВС Южного Вьетнама)
- С июня 1970 по февраль 1971 — командир батальона (1-й бн 61-го пп 1-й бр 5-й дивизии СВ)[1]
- В 1972—1973 годах — слушатель военной академии (Военная академия СВ США) (в/ч «Форт-Макнейр»)

### Служба в командных и административных должностях СВ США
- 1973 год — начальник штаба бригады, командир бригады (4-я дивизия СВ)
- 1977 год — начальник курса военного училища (Военное училище СВ США «Вест-Пойнт»)
- 1978 год — начальник управления (оперативное управление Национального военного командного центра) (в/ч «Пентагон») (бригадный генерал)
- 1980 год — начальник штаба дивизии (82-я ВДД)

### В военном руководстве войск СВ США
- с декабря 1980 по август 1984 — начальник управления (управление специальных операций МО США (сформировано в 1980 год, с 1987 года передано в состав ГУ СпН МО США)
- с октября 1983 года — одновременно командир соединения СпН (123-я объединённая оперативная группа СпН англ. Joint Special Operations Task Force 123 в составе группировки ВС США при вторжении на Гренаду)
- с августа 1984 по июнь 1986 года — командир дивизии (2-я бронетанковая дивизия СВ)[2]

## Награды и знаки отличия
- Серебряная звезда
- Орден «Легион Почёта»
- Солдатская медаль
- Бронзовая звезда с литерой V за доблесть
- Медаль «Пурпурное сердце»
- Медаль похвальной службы с бронзовым дубовым листом
- Воздушная медаль с наградной цифрой 6
- Похвальная медаль армии
- Медаль «За хорошую службу» Армии
- Медаль «За службу национальной обороне»
- Медаль «За службу во Вьетнаме» с четырьмя бронзовыми звездами за службу
- Лента армейской службы
- Лента службы за границей
- Крест «За храбрость» (Южный Вьетнам) с двумя серебряными звездами за службу
- Медаль почёта Вооружённых сил Южного Вьетнама 1-го класса
- Медаль штабной службы (Южный Вьетнам) 1-го класса
- Медаль вьетнамской кампании
- Медаль «За гражданские акции» (Южный Вьетнам) 1-го класса

- Знак боевого пехотинца
- Знак мастера-парашютиста
- Идентификационный нагрудный знак офицера Объединённого Комитета Начальников Штабов ВС США
- Идентификационный нагрудный знак офицера Штаба армии США
- Нарукавная нашивка рейнджера